# Gryllotalpa wudangensis
Gryllotalpa wudangensis är en insektsart som beskrevs av Li, Xiaodong, Libin Ma och Shengquan Xu 2007. Gryllotalpa wudangensis ingår i släktet Gryllotalpa och familjen mullvadssyrsor. Inga underarter finns listade i Catalogue of Life.